# Буркхард фон Хорнхаузен
Бу́ркхард фон Хорнха́узен (нем. Burkhard von Hornhausen, погиб в битве при Дурбе 13 июля 1260) — рыцарь Тевтонского ордена, первый комтур и руководитель строительства замка Кёнигсберг. В разное время комтур Самбии, Кёнигсберга, вице-ландмейстер Тевтонского ордена в Пруссии, ландмейстер Тевтонского ордена в Ливонии.

## Биография
Появился в Пруссии около 1252 года, в 1254 году стал комтуром Самбии (Замланда), первый командир гарнизона (комтур) замка Кёнигсберг (1255—1256). Одновременно с 18 января 1255 года по 1257 год был вице-ландмейстером Пруссии. Ландмейстер Ливонии (с 1257). В 1255 году присоединился со своим отрядом к войску чешского короля Оттокара II, участвовал в зимнем походе короля 1254—1255 годов. Руководил постройкой первых укреплений Кёнигсбергского замка.
Цитата из «Хроники земли Прусской» Николая фон Ерошина:

Тогда же комтуром в замок был назначен брат Буркхард, прозванный Хорнхаузеном. Ему было предоставлено для поддержки достаточное количество братьев и разного люда, которые оставались с ним. Позже замок был перенесен на другое место, на другой склон этой же горы, где сейчас и располагается. Этот замок был обнесен двойной стеной и построены новые башни.

Во время похода 1256—1257 годов основал ряд замков на месте прусских крепостей: Алленбург, Гросс Вонсдорф, Георгенбург (известны 2 замка с таким названием: один в Юрбаркас в Литве, второй в Черняховске Калининградской области), руководил перестройкой замка Велау. В должности ландмейстера Тевтонского ордена в Ливонии также активно осваивал новые земли ордена. В частности, начал строительство Добельского замка в 1259 году. 13 июля 1260 года возле озера Дурбе произошло сражение между войсками ордена и местными племенами жемайтов и куршей. В ходе битвы Буркхард фон Хорнхаузен и 150 рыцарей ордена погибли. Орден потерпел поражение.

## Дипломатическая деятельность
В 1254 году, будучи в должности вице-ландмейстера Пруссии, Буркхард фон Хорнхаузен заключает соглашение о военной помощи с галицким князем Даниилом и мазовецким князем Земовитом. Основным пунктом этого соглашения была передача «третьей части [земли Ятвяжской]», которую ещё предстояло завоевать, князьям «и их детям <…> со всеми правами и властью мирской <…> в вечное владение» в обмен на военную помощь и иные услуги в борьбе против этого племени и «любого другого, воюющего против веры христианской». Кроме того, орденские братья обязывались также не вступать в контакт с врагами других сторон и не препятствовать желанию своих подданных помогать в конфликтах князьям мазовецкому и галицкому против их врагов.